# Skuldsättningsgrad
Skuldsättningsgrad är ett finansiellt nyckeltal som används för att beskriva ett företags finansiella risk (räntekänslighet). Skuldsättningsgrad skall inte förväxlas med soliditet vilket beskriver företagets långsiktiga betalningsförmåga.
Skuldsättningsgraden beräknas som kvoten mellan totala skulder och eget kapital:
Skuldsättningsgrad (S/E) = totala skulder / eget kapital
Med hänsyn taget till obeskattade reserver och svensk företagsbeskattning på 20,6 % blir skuldsättningsgraden:
Skuldsättningsgrad (S/E) = (totala skulder + 20,6 % av obeskattade reserver) / (eget kapital + 79,4 % av obeskattade reserver)
Skuldsättningsgraden ingår också i hävstångsformeln. 